# Turki (Saratow)
Turki (russisch Турки́) ist eine Siedlung städtischen Typs in der Oblast Saratow in Russland mit 6122 Einwohnern (Stand 14. Oktober 2010).

## Geographie
Der Ort liegt knapp 200 km Luftlinie westnordwestlich des Oblastverwaltungszentrums Saratow am rechten, hohen Ufer des Chopjor.
Turki ist Verwaltungszentrum des Rajons Turkowski sowie Sitz der Stadtgemeinde Turkowskoje gorodskoje posselenije, zu der außerdem das 6 km südöstlich gelegene Dorf Tschapajewka gehört.

## Geschichte
Der Ort wurde erstmals 1723 als Dorf mit dem Namen Ryssja urkundlich erwähnt, dann bereits in den 1730er-Jahren unter der heutigen Bezeichnung. In Folge gehörte er zum Ujesd Balaschow des Gouvernements Saratow, entwickelte sich im 19. Jahrhundert zu einem regional bedeutenden Handelsdorf und wurde Sitz einer Wolost. Alternativ war auch der Namen Bogorodskoje nach der Bezeichnung der Kirche im Gebrauch (von russisch Bogorodiza für „Gottesmutter“).
Am 23. Juli 1928 wurde Turki Verwaltungssitz eines neu geschaffenen, nach ihm benannten Rajons. Seit Januar 1966 besitzt der Ort den Status einer Siedlung städtischen Typs.

### Bevölkerungsentwicklung
| Jahr | Einwohner |
| ---- | --------- |
| 1897 | 7349      |
| 1939 | 7724      |
| 1959 | 6906      |
| 1970 | 7737      |
| 1979 | 7324      |
| 1989 | 7418      |
| 2002 | 6872      |
| 2010 | 6122      |

Anmerkung: Volkszählungsdaten

## Verkehr
Nach Turki führt eine 13 km lange, 1896 eröffnete Eisenbahnstrecke, die in Letjaschewka von der Strecke Waluiki – Balaschow – Rtischtschewo –  Pensa abzweigt.
In die Siedlung verläuft entlang der Bahnstrecke eine Straße, die in der 15 km südöstlich gelegenen Kleinstadt Arkadak die Regionalstraße Balaschow – Rtischtschewo erreicht.

## Söhne und Töchter des Ortes
- Wladimir Alatorzew (1909–1987), Schachspieler und -funktionär